# Rebirth (Gacktのアルバム)
『Rebirth』（リバース）は、2001年4月25日に発表されたGacktの2枚目のフルアルバム。後の同年6月27日には「Gacktの心臓」を象ったとされる特殊パッケージ仕様で、同音源にて発売している。

## 概要
コンセプトアルバムとして構成されており、第二次世界大戦前後のヨーロッパを舞台とし、Gacktは一度命を絶たれた後に、謎の古代遺跡から発掘された「オーパーツ」を心臓として埋め込まれサイボーグとして再生するという物語になっている。
活動を再開した後にリリースされながら、前作『MARS』に収録されていなかった5枚目のシングル「鶺鴒 〜seki-ray〜」をはじめ、8枚目のシングル「君のためにできること」までの3曲（各シングルのカップリング曲は本作には収録されていない）と、他8曲を収録（1曲目の「4th…」はインストゥルメンタル）。なお、6枚目のシングル「再会 〜Story〜」は本作に収録されていない。
本作発売後にアルバムツアー『Gackt Live Tour 2001 Requiem et Réminiscence 〜鎮魂と再生〜』が開催された。
続編として2009年発売の『RE:BORN』があり、これらの楽曲は、2008年から2009年に行われたアルバムツアー『GACKT VISUALIVE TOUR 2008-2009 Requiem et Réminiscence -再生と邂逅-』とその追加公演である『GACKT VISUALIVE ARENA TOUR 2009 Requiem et RéminiscenceII Final -鎮魂と再生-』にて上演された。

## 収録曲
| 全作詞・作曲: Gackt.C、全編曲: Gackt.C・Chachamaru。 |                                   |         |            |      |
| #                                                    | タイトル                          | 作詞    | 作曲・編曲 | 時間 |
| 1.                                                   | 「4th…」                          | Gackt.C | Gackt.C    | 3:21 |
| 2.                                                   | 「Secret Garden」                 | Gackt.C | Gackt.C    | 4:39 |
| 3.                                                   | 「Maria」                         | Gackt.C | Gackt.C    | 4:20 |
| 4.                                                   | 「uncontrol」                     | Gackt.C | Gackt.C    | 4:14 |
| 5.                                                   | 「鶺鴒 〜seki-ray〜」(ЯR ver.)    | Gackt.C | Gackt.C    | 5:01 |
| 6.                                                   | 「Kalmia」                        | Gackt.C | Gackt.C    | 4:53 |
| 7.                                                   | 「Sayonara」                      | Gackt.C | Gackt.C    | 5:19 |
| 8.                                                   | 「marmalade」                     | Gackt.C | Gackt.C    | 4:07 |
| 9.                                                   | 「Papa lapped a pap lopped」      | Gackt.C | Gackt.C    | 3:45 |
| 10.                                                  | 「seven」                         | Gackt.C | Gackt.C    | 4:05 |
| 11.                                                  | 「君のためにできること」(ЯR ver.) | Gackt.C | Gackt.C    | 5:09 |
| 合計時間:                                            | 合計時間:                         | 48:53   |            |      |

### 楽曲解説
4th…
インスト曲。アドルフ・ヒトラーの肉声が使用されている。ヴァイオリンみたいに聴こえるのはGacktがファルセットで歌ったものをコンピューターで処理したもの。
ライブ・ビデオ『Requiem et Réminiscence 〜終焉と静寂〜 特別編』のメニュー画面や、オープニング映像の一部に、本楽曲が使われている。
Secret Garden
7thシングルの表題曲。表記がされていないものの、本作にはアルバムバージョンとして収録されていて、出だしのギターの音のカットがなされている。
Maria
2006年に行ったファンクラブ限定ツアー『GACKT TRAINING DAYS D.R.U.G. PARTY』で久し振りに演奏された。
uncontrol
後に、38thシングル「EVER」にて、ライブバージョンで収録された。
2006年に行ったファンクラブ限定ツアー『GACKT TRAINING DAYS D.R.U.G. PARTY』で久し振りに演奏された他、『GACKT VISUALIVE TOUR 2008-2009 Requiem et Réminiscence -再生と邂逅-』と『GACKT VISUALIVE ARENA TOUR 2009 Requiem et RéminiscenceII Final -鎮魂と再生-』でも演奏された。
鶺鴒 〜seki-ray〜 (ЯR ver.)
5thシングルの表題曲。本作にはアルバムバージョンとして収録されていて、1番の曲構成が大きく変更されている。本作に収録されているシングル曲の中で最も古い楽曲。
Kalmia
ライブ・ビデオ『Requiem et Réminiscence 〜終焉と静寂〜 特別編』のオープニング映像のメイキング映像で、本楽曲が使われている。
2006年に行ったファンクラブ限定ツアー『GACKT TRAINING DAYS D.R.U.G. PARTY』で久し振りに演奏された。
Sayonara
後に、28thシングル「Jesus」には、リミックスバージョンが、ベストアルバム『BEST OF THE BEST vol.1 -WILD-』には表記はないが、再録バージョンがそれぞれ収録された。
Papa lapped a pap lopped
三菱電機「DVDカーナビV7000」CMソング。
2001年5月31日放送のうたばんにてテレビで初めて演奏された他、CDTVスペシャル! 年越しプレミアライブ 2004→2005でも演奏された。
ベストアルバム『THE SEVENTH NIGHT 〜UNPLUGGED〜』にてアコースティックバージョンで収録された。
2004年に開催されたライブツアー『Gackt Live Tour 2004 THE SIXTH DAY & THE SEVENTH NIGHT』で久し振りに演奏され、その後も度々演奏されている(2006年、2008年-2009年、2013年)。
seven
ライブ・ビデオ『Requiem et Réminiscence 〜終焉と静寂〜 特別編』のオープニング映像のメイキング映像で、本楽曲が使われている。
2006年に行ったファンクラブ限定ツアー『GACKT TRAINING DAYS D.R.U.G. PARTY』で久し振りに演奏された。
君のためにできること (ЯR ver.)
8thシングルの表題曲。本作にはアルバムバージョンとして収録されていて、イントロとアウトロが追加されている。ライブや、テレビで歌う時は、こちらのバージョンで歌うことが多い(2001年4月22日放送のHEY!HEY!HEY! MUSIC CHAMPや、同年5月25日放送のMUSIC STATIONなどがそれにあたる)。

## 参加ミュージシャン
- Gackt's family
- 塚本周成 - キーボード
- 五十嵐公太 - ドラムス
- 弦一徹 - ヴァイオリン
- 堀沢真己 - チェロ